# Самуїлово (Благоєвградська область)
Самуї́лово (болг. Самуилово) — село в Благоєвградській області Болгарії. Входить до складу общини Петрич.

## Населення
За даними перепису населення 2011 року у селі проживали 802 особи.
Національний склад населення села:
| Національність   | Кількість осіб | Відсоток |
| ---------------- | -------------- | -------- |
| болгари          | 685            | 95,7%    |
| турки            | 0              | 0%       |
| цигани           | 0              | 0%       |
| інша             | 31             | 4,3%     |
| не визначились   | 0              | 0%       |
| Всього відповіли | 716            |          |

Розподіл населення за віком у 2011 році:
Динаміка населення:

## Відомі мешканці
- Серафим Барзаков — болгарський борець вільного стилю, дворазовий переможець та дворазовий срібний призер чемпіонатів світу, чотириразовий переможець, дворазовий срібний та чотириразовий бронзовий призер чемпіонатів Європи, срібний призер Олімпійських ігор. Виріс і живе у селі.